# Paxton concilians
Paxton concilians – gatunek ryby z rodziny apogonowatych (Apogonidae), jedyny przedstawiciel rodzaju Paxton.

## Występowanie
Wschodnia część Oceanu Indyjskiego wzdłuż zachodnich wybrzeży Australii.

## Opis
Osiąga ok. 7–8 cm długości.